# Blood Magick Necromance
Blood Magick Necromance — девятый полноформатный студийный альбом австрийской метал-группы Belphegor, выпущенный лейблом Nuclear Blast Records 14 января 2011 года, и записанный под руководством Петера Тэгтгрена в Abyss Studios, в Швеции.
Обложка альбома была оформлена Хоакимом Лотке, известному по работе с Arch Enemy, Dimmu Borgir, Kreator и другие.

## Список композиций
| №                   | Название                            | Длительность |
| ------------------- | ----------------------------------- | ------------ |
| 1.                  | «In Blood - Devour This Sanctity»   | 5:31         |
| 2.                  | «Rise to Fall and Fall to Rise»     | 6:01         |
| 3.                  | «Blood Magick Necromance»           | 7:00         |
| 4.                  | «Discipline Through Punishment»     | 4:05         |
| 5.                  | «Angeli Mortis De Profundis»        | 3:00         |
| 6.                  | «Impaled Upon the Tongue of Sathan» | 5:42         |
| 7.                  | «Possessed Burning Eyes»            | 5:33         |
| 8.                  | «Sado Messiah»                      | 3:50         |
| Общая длительность: | Общая длительность:                 | 40:42        |

## Участники записи
| Belphegor - Helmuth Lehner — вокал, гитара, бас-гитара - Serpenth — бас-гитара, вокал Приглашенные участники - Rachael «Hecate» Kozak — whispering (on «Blood Magick Necromance») - Meri Tadić — виолончель - Norwin Palme — клавишные - Sebastian Lanser — клавишные - Martin «Marthyn» Jovanović — ударные |  | Производство - Jenn Sky — фотографии - Gerd Andraschko — фотография - Joachim Luetke — оформление, дизайн, графика - Jonas Kjellgren — мастеринг - Peter Tägtgren — мастеринг, микширование - Helmut Wolech — оформление, фотография |

## Чарты
| Чарт (2011)                    | Позиция |
| ------------------------------ | ------- |
| Austrian Albums Chart          | 39      |
| German Albums Chart            | 97      |
| US Top Heatseekers (Billboard) | 48      |

## Релизы
| Формат                       | Регион           | Дата           | Лейбл         |
| ---------------------------- | ---------------- | -------------- | ------------- |
| CD, LP, цифровая дистрибуция | Европа           | 14 января 2011 | Nuclear Blast |
| CD, LP, цифровая дистрибуция | Россия           | 14 января 2011 | Irond Records |
| CD, LP, цифровая дистрибуция | Северная Америка | 8 февраля 2011 | Nuclear Blast |